# Naturno
Naturns (Naturno) tiếng Ý: Naturno; tiếng Đức: Naturns; Archaic (1109 AD): Naturnes) là một đô thị ở province of Bolzano-Bozen trong vùng Trentino-Alto Adige/Südtirol của Ý, có vị trí cách khoảng 70 km về phía bắc của thành phố Trento và khoảng 40 km về phía tây bắc của thành phố Bolzano (de. Bozen). Tại thời điểm ngày 31 tháng 12 năm 2004, đô thị này có dân số 5.148 người và diện tích là 67 km².
Đô thị Naturns (Naturno) có các frazioni (các đơn vị cấp dưới, chủ yếu là các làng) Staben (Stava) and Tabland (Tablà).
Naturns (Naturno) giáp các đô thị: Kastelbell-Tschars (Castelbello-Ciardes), Algund (Lagundo), Lana, Partschins (Parcines), Plaus, St. Pankraz (S. Pacrazio), Schnals (Senales), và Ulten (Ultimo).